# بيردي

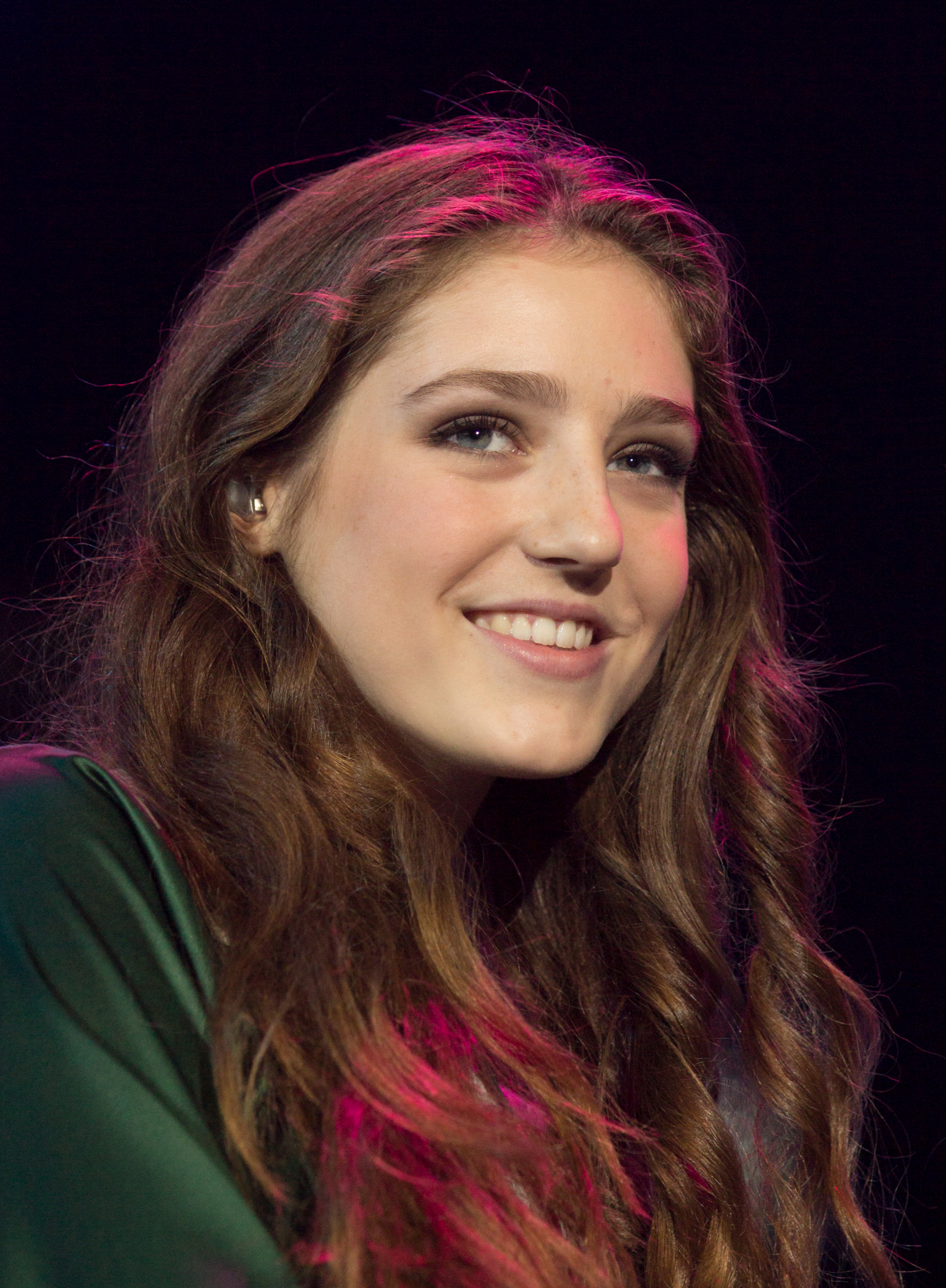

ياسمين لوسيلا إليزابيث جينيفر فان دين بوغايدرد (بالإنجليزية: Jasmine Lucilla Elizabeth Jennifer van den Bogaerde) وإسمها الفني بيردي (بالإنجليزية: Birdy) وهي مغنية ولدت في 15 مايو 1996 في بلدة لايمغتون في هامبشاير في إنكلترا في المملكة المتحدة، وهي مغنية و موسيقية إنكليزية بريطانية، من أشهر أغانيها Skinny love في البوب، بدئت الغناء في سنة 2008 في عمر 12 سنة، وعلى الرغم من صغر سنها إلا أن أغانيها حققت المراتب الآولى في فرنسا والمملكة المتحدة وكذلك في بلجيكا وأستراليا وهي من أصول بلجيكية.

## روابط خارجية
- بيردي على موقع IMDb (الإنجليزية)
- بيردي على موقع ميوزك برينز (الإنجليزية)
- بيردي على موقع أول ميوزيك (الإنجليزية)
- بيردي على موقع أول ميوزيك (الإنجليزية)
- بيردي على موقع ديسكوغز (الإنجليزية)
- بيردي على موقع ديسكوغز (الإنجليزية)
- بيردي على موقع قاعدة بيانات الفيلم (الإنجليزية)